# بود پرواتنه
بود پرواتنه (به لهستانی:  Budy Prywatne) یک روستا در لهستان است که در گمینا کراسنوشلتس واقع شده‌است.